# Richtersveld
Richtersveld là một cảnh quan sa mạc miền núi đặc trưng bởi các hẻm núi gồ ghề và núi cao. Nó nằm ở góc phía tây của tỉnh Bắc Cape, Nam Phi. Nơi đây đầy cảnh quan thay đổi, từ các đồng bằng ven biển đầy cát và bằng phẳng tới các dãy núi cheo leo đầy đá núi lửa sắc nhọn và cảnh quan tươi tốt của sông Orange, tạo thành vùng biên giới với nước láng giềng Namibia. Khu vực này có độ cao dao động từ mực nước biển tới 1.377 m (4518 ft) tại Cornellberg.
Nằm ở phía bắc của Nam Phi thuộc vùng Namaqualand, đây là khu vực khô cằn, đại diện cho phong cảnh khắc nghiệt, nơi nước là một thứ khan hiếm và chỉ có các dạng sống khó tồn tại. Mặc dù vậy, Richtersveld được coi là một nơi đa dạng sinh học ở vùng nóng và khô hạn trên Trái Đất, với một số lượng đáng kinh ngạc của các loài thực vật, chim và động vật (phần lớn trong số đó là các loài đặc hữu).
Một phần của khu vực này được ghi vào danh sách di sản thế giới của UNESCO bởi các giá trị văn hóa của nó, nhưng nơi đây còn là một nơi yêu thích của các khách du lịch muốn khám phá thiên nhiên Nam Phi với cảnh quan đôi khi được mô tả là "Sao Hỏa". Mặc dù cằn cỗi và hoang vắng, xem xét kỹ hơn cho thấy khu vực giàu có dạng sống trong sa mạc, với một mảng các sinh vật đặc biệt thích nghi để tồn tại.
Nhiệt độ ở đây vô cùng khắc nghiệt, vào mùa hè có thể đạt trên 50 °C. Còn mưa ở đây rất hiếm. Cuộc sống tại Richtersveld phụ thuộc vào độ ẩm từ sương mù buổi sáng sớm. Người dân địa phương gọi nó là "Ihuries" hay "Malmokkies" và nó làm cho sự sống còn có thể tồn tại cho một loạt các loài bò sát, chim và động vật có vú nhỏ.
Phần phía bắc của khu vực này đã được công bố như là một vườn quốc gia vào năm 1991 sau 18 năm đàm phán với cộng đồng dân địa phương, những người sống và chăn thả gia súc của họ trong khu vực. Nó có diện tích 1.624,45 km2.
Tháng 6 năm 2007, "Khu thắng cảnh văn hóa và thiên nhiên Richtersveld", ở phía nam của vườn quốc gia được ghi nhận vào danh sách di sản thế giới.

## Khí hậu
Khí hậu ở đây rất khắc nghiệt với nhiệt độ lên đến 53 °C được ghi nhận vào giữa mùa hè. Ban đêm mát mẻ hơn và mang tới những giọt sương, lượng nước ít ỏi để nuôi dưỡng và tạo thành một hệ sinh thái độc đáo.

## Động thực vật
Vườn quốc gia này tự hào có con loài chim tuyệt đẹp, cùng sự đa dạng bao gồm các loài động vật như Pelea capreolus, Raphicerus campestris, Oreotragus oreotragus, Linh dương hoẵng, Kudu, ngựa vằn núi Hartman, khỉ đầu chó, khỉ vervet, Linh miêu tai đen và báo.
Thực vật
Với 650 loài thực vật, công viên này tự hào có sự đa dạng lớn nhất thế giới succulents và đại diện cho một ví dụ về một trong những thú vị nhất mega-hệ sinh thái trên thế giới, các Karoo.
Odd thực vật
Khu vực này là nhà của một số cây dị thường, nhiều trong số đó không được tìm thấy ở bất cứ nơi nào khác trên Trái Đất. Đứng đầu trong số này là "Halfmensboom" (Pachypodium namaquanum Welw), dịch theo nghĩa đen có nghĩa là "người nửa cây". Tên của cây này có bởi hình dáng của cây này giống con người. Phần ngọn của nó bao gồm các lá dày và nhăn, làm cho nó trông giống như một cái đầu người.
Những cây này được những người Nama bản địa tôn kính và coi như là hiện thân của tổ tiên họ, một nửa con người, một nửa thực vật.
Ngoài ra, nơi đây còn tìm thấy những loài cây như cây rung, cây lô hội và một loạt các loài cây mọng nước khác.

## Văn hóa
Khu vực này là nơi sinh sống của người Nama và các dân tộc khác. Cộng đồng địa phương, ban quản lý vườn Quốc gia kết hợp với hệ thống vườn quốc gia Nam Phi (SANParks) hoàn toàn chịu trách nhiệm về việc quản lý di sản thế giới. Khu vực có truyền thống du mục, những người chăn thả với lối sống và văn hóa cổ xưa của mình. Đó là cuộc sống văn hóa của người KhoiKhoi (trong đó, Nama là gia tộc còn sống sót) đã từng chiếm lĩnh toàn bộ phần phía tây nam của châu Phi. Phần di sản thế giới được công nhận theo các tiêu chí văn hóa của Công ước di sản thế giới mặc dù nó được công nhận bởi các giá trị văn hóa tồn tại mang tính liên tục của người dân nơi đây về bản chất là được kết nối với môi trường tự nhiên.